# Game of Thrones: Ascent
Game of Thrones: Ascent est un jeu vidéo de stratégie développé par Disruptor Beam (en) pour Facebook, iOS et Android, sorti en février 2013. La première extension du jeu, The Long Night, est sortie en octobre 2014.
C'est un jeu de stratégie en pointer-et-cliquer qui s'inspire de la série de romans du Trône de fer ainsi que de la série télévisée dérivée. Le joueur est à la tête d'une Maison mineure ayant prêté allégeance à l'une des huit grandes Maisons de Westeros. Il doit remplir des quêtes et construire et entretenir des bâtiments et des armées. Il existe aussi un mode joueur contre joueur avec des guerres à grande échelle qui s'étalent sur une durée de cinq semaines. Plus de 9 millions de personnes y jouaient à la fin de l'année 2014.